# بوب سويني
بوب سويني (بالإنجليزية: Bob Sweeney)‏ هو لاعب هوكي الجليد أمريكي، ولد في 25 يناير 1964 في بوكسبورو (ماساتشوستس) في الولايات المتحدة.

## وصلات خارجية
- بوب سويني على موقع دوري الهوكي الوطني (الإنجليزية)
- بوب سويني على موقع قاعة مشاهير الهوكي (لاعب أن.إتش.أل) (الإنجليزية)
- بوب سويني على موقع EliteProspects.com (الإنجليزية)
- بوب سويني على موقع HockeyDB.com (الإنجليزية)
- بوب سويني على موقع Hockey-Reference.com (الإنجليزية)